# Eloy Ruiz
Eloy Ruiz (n. 7 de enero de 1989 en Mollina), es un ciclista español.
Llegó al equipo Andalucía-CajaSur en la temporada 2008, para competir en la categoría élite sub-23 en donde venció en una etapa de la Vuelta a Álava, fue campeón de la Copa de Andalucía 2010 y ganó una etapa de la Vuelta al Bidasoa.
En la temporada 2011, pasó al equipo profesional al ser uno de los tres elegidos para ascender junto a José Luis Cano y Juan José Lobato.
Desde el año 2008 se viene realizando la "Marcha cicloturista Eloy Ruiz Pinto" en su localidad natal, habiéndose celebrado hasta el momento 4 ediciones.

## Palmarés
No ha conseguido victorias como profesional.